# 索恩和布勒赫尔
索恩和布勒赫尔（荷蘭語：Son en Breugel，荷蘭語發音：[ˈsɔn ɛn ˈbrøːɣəl] ⓘ）是荷蘭的一個市鎮，位於荷蘭南部，屬於北布拉班特省。索恩和布勒赫尔地處艾恩德霍芬郊區，包括布勒赫爾、索恩兩個主要村镇。

## 外部連結
- 维基共享资源上的相關多媒體資源：索恩和布勒赫尔
- Official website （页面存档备份，存于）